# Spoorlijn Gerolstein - Pronsfeld
De spoorlijn Gerolstein - Pronsfeld, onderdeel van de Westeifelbahn, was een Duitse spoorlijn en als lijn 3100 onder beheer van DB Netze.

## Geschiedenis
De spoorlijn werd door het Rheinischen Eisenbahn-Gesellschaft geopend op 22 december 1883 tussen Gerolstein en Prüm en op 1 oktober 1886 tussen Prüm en Pronsfeld. Sinds 1999 is er geen verkeer meer op de lijn en in 2006 zijn de sporen tussen Prüm en Pronsfeld opgebroken.

## Aansluitingen
In de volgende plaatsen is of was er een aansluiting op de volgende spoorlijnen:
Gerolstein
DB 2631, spoorlijn tussen Hürth-Kalscheuren en Ehrang
DB 3005, spoorlijn tussen Andernach en Gerolstein
Pronsfeld
DB 3101, spoorlijn tussen Pronsfeld en Lommersweiler
DB 3102, spoorlijn tussen Pronsfeld en Neuerburg
DB 3103, spoorlijn tussen Pronsfeld en Waxweiler